# Tarsus (stad)
Tarsus (Grieks: Ταρσός, Tarsos) is een stad in het zuiden van Turkije met ongeveer 240.000 inwoners. De stad ligt in de aan de Middellandse Zee grenzende provincie Mersin. 

## Synoniemen
- Tarsa: Hettitische naam
- Antiochia ad Cydnum; Tarsus: Latijn
- Tarson : Armeens

## Geschiedenis

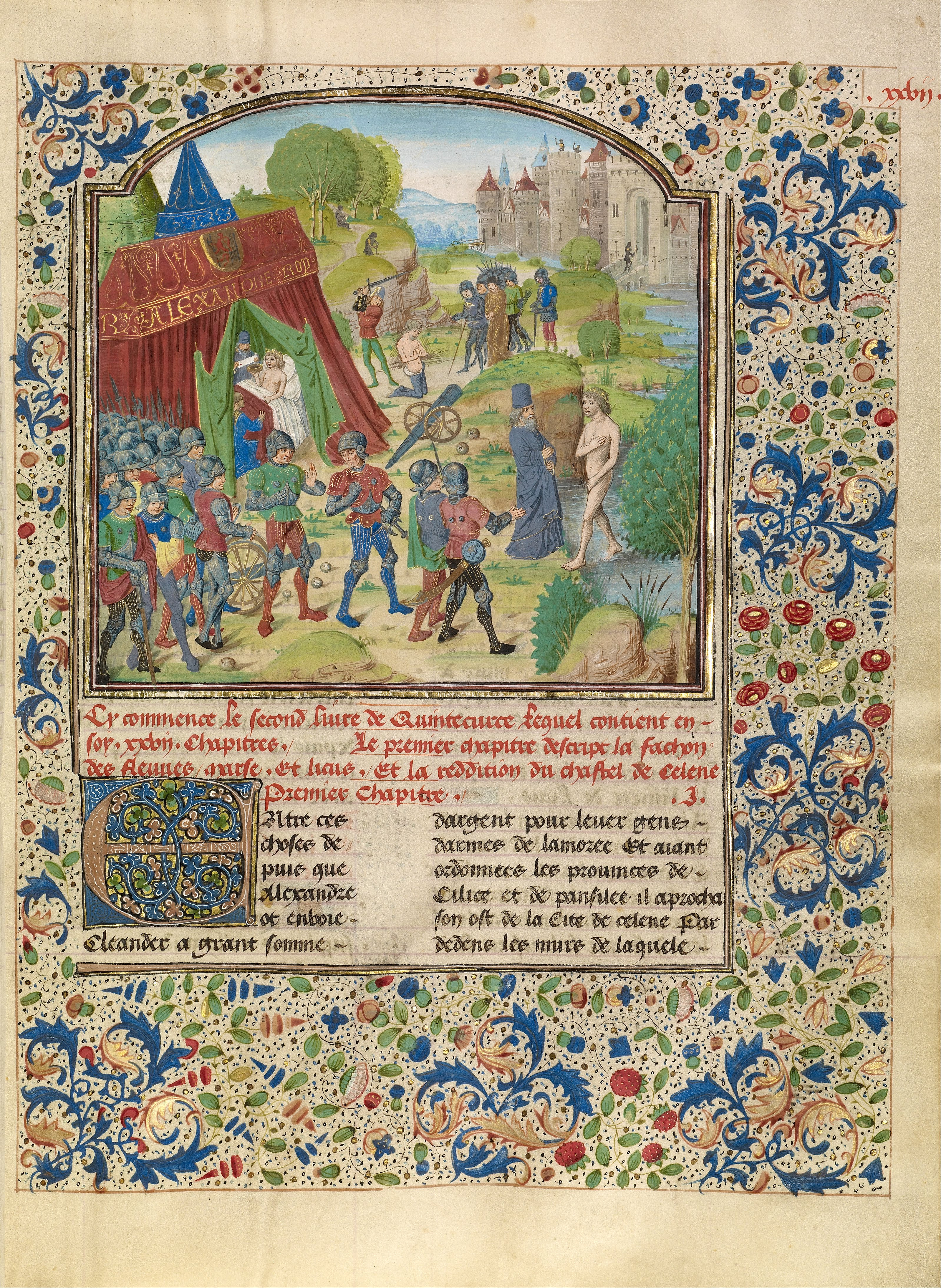
Alexander de Grote baadt in de Cydnus, voor Tarsus
(15e eeuw), miniatuur, Getty Center

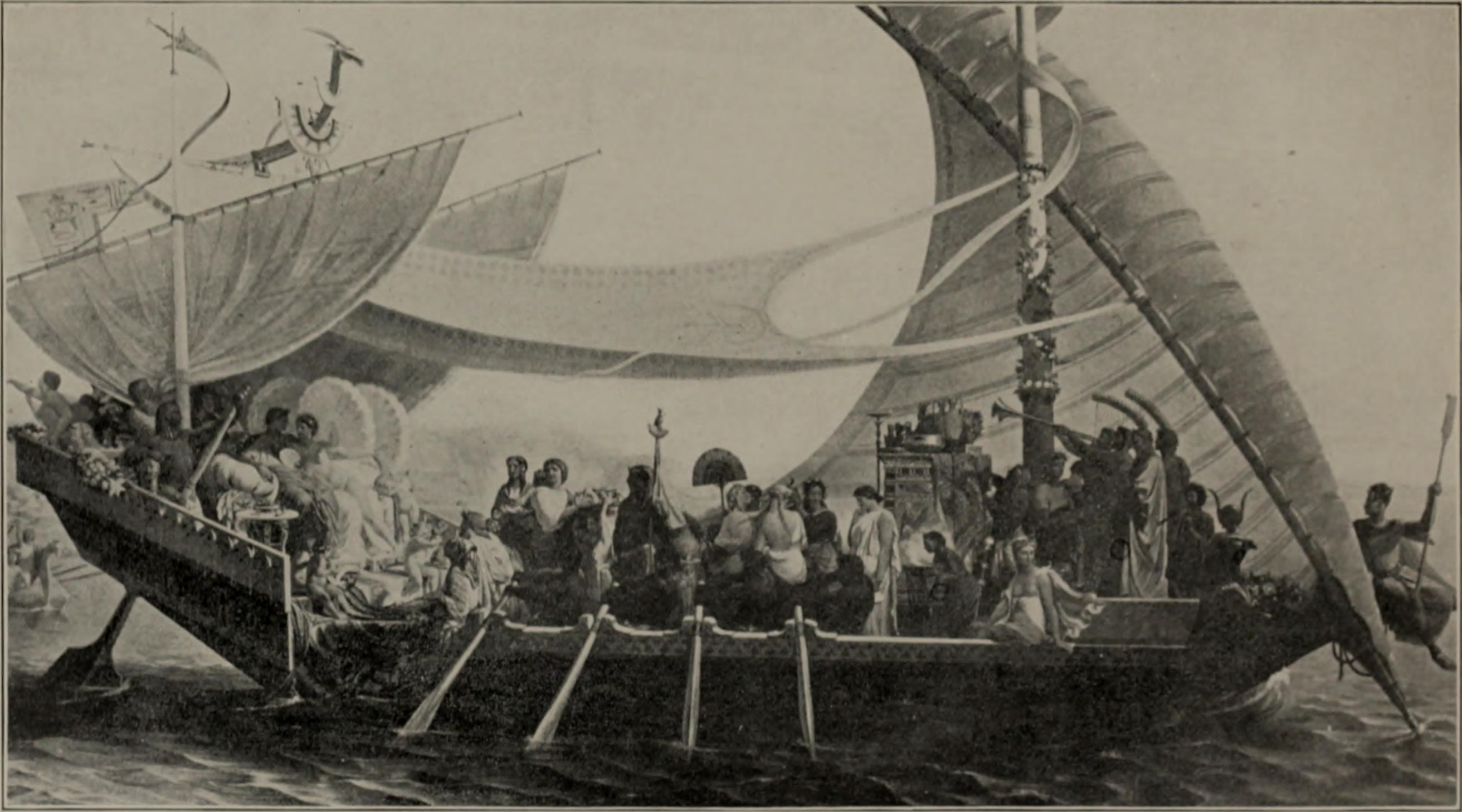
Cleopatra en Antonius in Tarsus
(19e eeuw), Henri-Pierre Picou

Het begin van de stad gaat terug tot meer dan 3.000 jaar v.Chr. met het rijk van de Hettieten. Tarsus lag in de klassieke oudheid aan de monding van de rivier Cydnus (ook Tarsus genoemd) in de Middellandse Zee; door verzanding ligt Tarsus tegenwoordig een tiental kilometer landinwaarts. Alexander de Grote baadde in de Cydnus, op zijn veldtocht naar Perzië, en werd ziek in het water; zijn soldaten konden hem ter hulp komen. Tarsus was een belangrijke havenstad voor Grieken, Romeinen en Byzantijnen. Het was destijds de hoofdstad van Cilicië. In de Romeinse tijd was er iets bijzonders: iedereen die in Tarsus geboren werd, had het Romeinse burgerrecht. Dat kwam omdat Tarsus voor de Romeinen erg belangrijk was. Tarsus was een handelscentrum, onder andere van katoen en lederwaren. De boot van Cleopatra legde aan via de rivier Cydnus in Tarsus om de Romeinse veldheer Antonius te ontmoeten.
In de middeleeuwen veroverden de Seldsjoeken de stad op de Byzantijnen. Vervolgens trokken kruisvaarders in de stad (11e eeuw) en nadien de heersers van Cilicisch Armenië (11e - 13e eeuw). De eerste koning van Cilicisch Armenië, Leo II de Wonderbaarlijke, werd gekroond in Tarsus in aanwezigheid van westerse geestelijken. In de late middeleeuwen werd Tarsus een metropool in het Ottomaanse Rijk.

## Godsdienst

### Bijbel
De profeet Daniël zou zijn begraven in Tarsus. De apostel Paulus werd er geboren. 
Tarsus wordt vaak aangeduid als de stad waar de Bijbelse profeet Jona naartoe wilde vluchten, maar hier kan ook Tarsis of Tartessos in het huidige Spanje worden bedoeld.

### Bisdom
Vanaf de 4e eeuw, na het Edict van Milaan, liet keizer Constantijn de Grote het christendom toe in het Romeinse Rijk. Tarsus werd een bisschopsstad. Tarsus is tegenwoordig een titulair bisdom verleend door de paus. De paus verleent de volgende eretitels: bisschop of aartsbisschop van Tarsus volgens de Latijnse ritus, volgens de Grieks-Melkitisch-katholieke ritus, de Armeens-katholieke ritus en de Maronitische ritus.

## Bezienswaardigheden
- Pauluskerk
- Brug van keizer Justinianus I van Byzantium, zie rivier Cydnus
- Poort van Cleopatra

- Gemeinsame Normdatei: 4059084-7
- Library of Congress Control Number: n80153067
- MusicBrainz: 9b72e1a8-0ad0-4c22-922c-b6a3cb46ba00
- Nationale Bibliotheek van Tsjechië: ge371046
- Nationale Bibliotheek van Israël: 987007564201205171
- Système universitaire de documentation: 11365474X
- Virtual International Authority File: 147680474
- WorldCat: E39PBJrm9r48TGM9t8mtmMxhpP

Adana · Ankara · Antalya · Aydın · Balıkesir · Bursa · Denizli · Diyarbakır · Gaziantep · Kayseri · Mersin · Istanbul · İzmir · İzmit · Konya · Şanlıurfa
Adapazarı · Antiochië (Antakya) · Erzurum · Eskişehir · Kahramanmaraş · Malatya · Manisa · Mardin · Muğla · Altınordu · Samsun · Tekirdağ · Trabzon · Van
Adıyaman · Afyonkarahisar · Ağrı · Akhisar · Aksaray · Alanya · Batman · Bolu · Çanakkale · Ceyhan · Çorlu · Çorum · Darıca · Derince · Düzce · Edirne · Elazığ · Erzincan · Gebze · Giresun · İnegöl · İskenderun · Isparta · Karabük · Karaman · Kırıkkale · Kırşehir · Körfez · Kütahya · Lüleburgaz · Nazilli · Niğde · Osmaniye · Rize · Siirt · Sivas · Tarsus · Tokat · Turgutlu · Uşak · Yalova ·  Zonguldak